# Butterfly McQueen
Butterfly McQueen, właściwie Thelma McQueen (ur. 7 stycznia 1911 w Tampa, Floryda, zm. 22 grudnia 1995 w Augusta, Georgia) – amerykańska aktorka, znana z roli Prissy, pokojówki Scarlett O’Hary, w filmie Przeminęło z wiatrem (1939).

## Życiorys
Planowała zostać pielęgniarką, ale jej nauczycielka zasugerowała jej karierę aktorki. Uczyła się razem z Janet Collins i zaczęła tańczyć w Venezuela Jones Negro Youth Group. Wtedy otrzymała przezwisko „Butterfly” nawiązujące do jej roli w Śnie nocy letniej. W późniejszych latach zalegalizowała je jako swoje imię. Dołączyła do grupy tanecznej Katherine Dunham zanim zadebiutowała w „Brown Sugar”.
Nigdy nie wzięła ślubu i nie miała dzieci. W lecie mieszkała w Nowym Jorku, zaś w zimie w Auguście. Zmarła w Augusta Regional Medical Center, w wyniku poparzenia. Będąc przez całe życie ateistką, oddała swoje ciało na cele naukowe.

## Filmografia
- 1939: Kobiety jako Lulu, pokojówka przy stoisku z perfumami (niewymieniona w czołówce)
- 1939: Przeminęło z wiatrem jako Prissy, córka Porka i Dilcey
- 1943: Chata w niebie jako Lily
- 1944: Od kiedy cię nie ma jako sierżant ochotniczej służby kobiet
- 1945: Mildred Pierce jako Lottie – pokojówka Mildred (niewymieniona w czołówce)
- 1946: Pojedynek w słońcu jako Vashti
- 1986: Wybrzeże moskitów jako Ma Kennywick